# Scion xD
Scion xD (также известный как Toyota Ist в Японии и как Toyota Urban Cruiser в Европе и Латинской Америке) — пятидверный субкомпактный хетчбэк, который продавался в США и Канаде суббрендом Scion японского производителя Toyota, начиная с 2008 года. Пришёл на смену xA. Scion xD и второе поколение xB впервые были представлены 8 февраля 2007 года на Чикагском автосалоне. 

## Описание
В стандартное оборудование Scion xD входят:
- замки с электроприводом, зеркала и окна;
- 16-дюймовые колёса; ABS;
- система контроля давления в шинах;
- электронная система контроля устойчивости (VSC) с антипротивобуксовочной системой (TRAC);
- двухступенчатые подушки безопасности для водителя и сидящего рядом с ним пассажира;
- подушки безопасности со стороны водителя и пассажира, установленные на сиденьях;
- боковые шторки безопасности.

Краш-тест составил пять звёзд.
На момент 2008 года автомобиль имел на выбор три аудиоголовных устройства Pioneer. Все звуковые системы были оснащены шестью динамиками и стандартным разъёмом для iPod. Базовое головное устройство имело совместимость с MP3, WMA и AAC CD, а также предустановки эквалайзера SSP от Scion и оранжевую подсветку. Головное устройство Premium обладало всеми функциями базового блока, но небольшим ЖК-дисплеем, на котором отображались картинки и фильмы, загруженные с сайта Pioneer, включая выбираемые пользователем оранжевые или синие схемы освещения. Также имеется навигационная система. Система SNS 100 может воспроизводить фильмы на DVD в дополнение к функциям GPS и функциям базовой системы, помимо выбора цвета подсветки.
С 2010 года Scion xD имел на выбор два новых головных устройства от Alpine. Кроме того, возможность подключения iPod имела USB-порт и разъём AUX, расположенные вместе со стороны водителя. Ранее имелось два отдельных входа с обеих сторон прикуривателя/разъема для аксессуаров, причём порт разъёма AUX находился со стороны водителя, а порт для подключения iPod (специально для Toyota) — со стороны пассажира. Обновлённое головное устройство Alpine оснащено сенсорным экраном и тюнером HD-радио, а также опциональной модернизированной навигационной системой.
В 2011 модельном году радиаторная решётка Scion xD была незначительно изменена. Продажи обновлённой модели стартовали в Канаде.
2014 год стал последним модельным годом для xD, хотя остатки новых автомобилей продолжали продаваться на рынке США до 2016 года.

## Технические характеристики
Переднеприводный xD оснащался 1,8-литровым четырёхцилиндровым двигателем 2ZR-FE DOHC с двойным VVT-i, который развивает мощность 95 кВт (128 л. с.) и крутящий момент 169 Н⋅м. Коробка передач — пятиступенчатая механическая или же четырёхступенчатая автоматическая. По оценкам агентства по охране окружающей среды США, пробег составляет 8,7 л/100 км в городских условиях и 7,1 л/100 км на шоссе.

### Производительность
- Коэффициент лобового сопротивления: 0,32 Кд[4]
- 0—60 миль/ч (0—97 км/ч): 8,3 секунды
- 1⁄4 миль (402 м): 16,5 секунды при 86 милях/ч
- Максимальная скорость: 193 км/ч (ограничение)

## Модификации
- xD RS 1.0 — модификация, окрашенная в цвет Hot Lava Orange. Всего выпущено 2000 экземпляров.
- xD RS 2.0 — модификация, окрашенная в цвет Electric Wasabi. Всего выпущено 1600 экземпляров.
- xD RS 3.0 — модификация, окрашенная в цвет xPRESSO Brown. Всего выпущено 1500 экземпляров.
- xD RS 4.0 — модификация, окрашенная в цвет Blizzard Pearl. Всего выпущено 800 экземпляров[5].

## Продажи
В США продажи xD снизились с 32603 единиц в 2006 году до 9573 единиц в 2011 году.
| Календарный год | Продажи в США |
| --------------- | ------------- |
| 2007            | 10,948        |
| 2008            | 27,665        |
| 2009            | 14,499        |
| 2010            | 10,110        |
| 2011            | 9,573         |
| 2012            | 10,756        |
| 2013            | 9,005         |
| 2014            | 7,377         |
| 2015            | 794           |
| 2016            | 9             |